# MicroProse

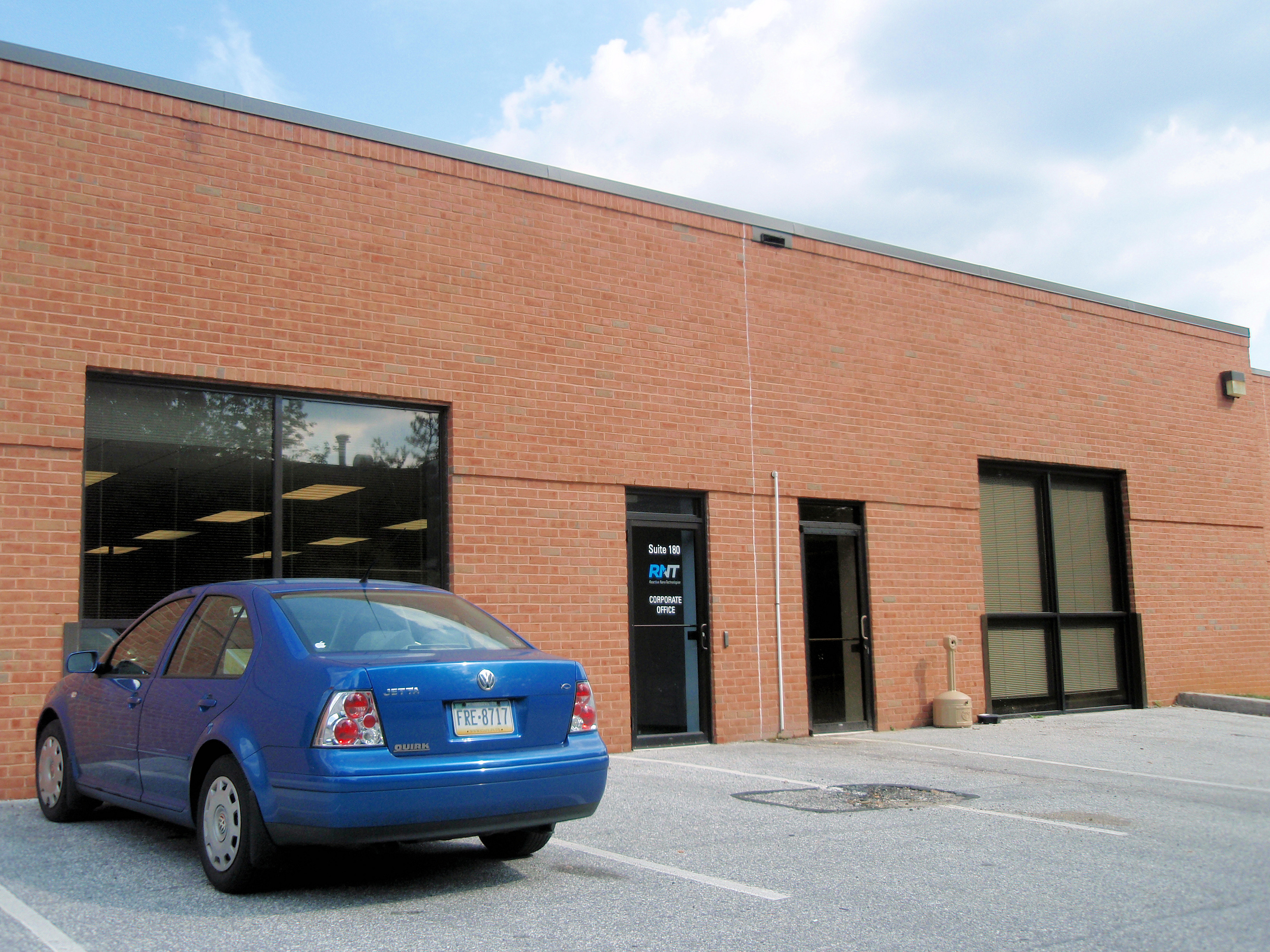
Budynek byłej siedziby MicroProse w Hunt Valley

MicroProse Software – amerykańska firma komputerowa, producent gier komputerowych, istniejąca w latach 80. i na początku lat 90. XX w.
MicroProse została założona przez Sida Meiera i Billa Stealeya w 1982 r. Firma początkowo produkowała gry na komputery 8-bitowe. Po rozpowszechnieniu się komputerów 16-bitowych (Amiga, Atari ST, PC), gry wydawano głównie w wersjach na te komputery.
Pierwszymi grami, które zdobyły uznanie graczy były gry dotyczące II wojny światowej: Crusade in Europe (kampania we Francji od lądowania w Normandii) oraz Decision in Desert (walki w Afryce Północnej). Grą analogicznego typu był Conflict in Vietnam (Wojna w Wietnamie). Były to jedne z pierwszych gier strategicznych, jednocześnie bardzo wiernie (również porównując z dzisiejszymi produkcjami) odwzorowujące ówczesne sytuacje na frontach, warunki terenowe i pogodowe itp.
MicroProse zaczęło rozwijać produkcje strategiczne, dodając do tego również gry symulacyjne. Każda kolejna gra coraz dokładniej odzwierciedlała rzeczywistość w stopniu nieosiągalnym dla konkurentów. Tytuły, takie jak Silent Service, F15 Strike Eagle, F-19 Stealth Fighter, Dogfight, Gunship, Subwar 2050, Red Storm Rising i inne zdobyły sobie popularność i uznanie fanów na całym świecie.
Gra Pirates!, chyba ostatnia gra MicroProse wydana na komputery 8-bitowe (1987 r.), stworzyła wspaniały klimat Karaibów na przestrzeni XVI-XVII w. Gracz mógł dowolnie sterować swoją karierą, wybrać życie łowcy piratów, kupca lub samemu stać się piratem itp. Mimo niezbyt przychylnie przyjętych elementów zręcznościowych, gra świetnie się sprzedała i do dziś jest niedoścignionym wzorem gier tego typu.
W 1990 r. firma wydała grę Railroad Tycoon, opanowując rynek gier ekonomicznych i przebijając sukces gry SimCity. Rok później MicroProse zrewolucjonizowała rynek gier strategicznych, wydając – uznawaną przez niektórych za grę wszech czasów – Civilization. Gra umożliwiała graczowi sterowanie całą cywilizacją od czasów prehistorii po epokę lotów w kosmos.
W 1994 MicroProse wraz z Chrisem Sawyerem wydało grę Transport Tycoon, która oszałamiała w owych czasach swoją grafiką, dźwiękiem i grywalnością. Do dziś gra ta jest dla wielu osób najlepszym produktem z gatunku Tycoon o tematyce transportowej.
Te dwie gry należały do najlepiej sprzedających się gier w historii. Firma, idąc na fali sukcesu Civilization, wydała kolejne gry, oparte na podobnym schemacie: Colonization, Master of Orion, Master of Orion II, Master of Magic. Paradoksalnie, przyczyniło się to do upadku firmy: duża liczba podobnych tytułów, wydawanych przy nasyconym rynku, a także nieudane próby wydawania gier zręcznościowych, nie przyniosły spodziewanych zysków. W 1993 r. firmę wykupiło Spectrum Holobyte. Twórca sukcesów firmy i jej symbol, Sid Meier opuścił nowego pracodawcę i założył własną firmę, o nazwie Firaxis, która stworzyła m.in. trzecią część serii Civilization.

## Gry wyprodukowane przez MicroProse (wybrane)
- Silent Service (1985)
- Gunship (1986)
- Kennedy Approach (1986)
- Sid Meier’s Pirates! (1987)
- F-19 Stealth Fighter (1987)
- Sword of the Samurai (1989)
- M1 Tank Platoon (1989)
- Covert Action (1990)
- Railroad Tycoon (1990)
- Silent Service II (1990)
- Civilization (1991)
- Formula One Grand Prix (w Stanach Zjednoczonych znana jako World Circuit) (1992)
- Special Forces (1992)
- Darklands (1992)
- Elite Plus (1992)
- SubWar 2050 (1993)
- Starlord (1993)
- Harrier (Jump Jet) (1993)
- BloodNet (1993)
- Master of Magic (1993)
- Colonization (1994)
- Pizza Tycoon (1994)
- seria gier UFO / X-COM (od 1994)
- Master of Orion
- Master of Orion II
- Magic: The Gathering (1997)
- Falcon 4.0 (1998)
- Grand Prix 3 (2000)
- Grand Prix 4 (2002)